# Pedro Escudero (director)
Pedro Escudero (Gijón, 11 de marzo de 1914 - Buenos Aires, 22 de julio de 1989) fue un notable director teatral argentino de marcada trayectoria artística.

## Carrera
Considerado como un entusiasta y talentoso director, Padro Escudero, supo plasmar en sus obras el dramatismo literario en su máxima expresión.
Junto a Fernando Labat y Duilio Marzio presidió a comienzos de la década de 1950 el conjunto teatral El juglar. También por esa década forma parte de una escisión de Nuevo Teatro denominado Teatro Independiente Juan Cristóbal, como director escénico de La Máscara, estrenando piezas argentinas y extranjeras.
En 1972 se designa un comité operativo compuesto por Néstor Suárez Aboy y Mario Vanarelli.
Entre sus numerosas obras se destacan:
- La plaza de Berkeley (1950).
- Los hermanos Karamasov (1952).
- Romero y Jeanette (1953) con la Compañía de Daniel de Alvarado.
- Judith (1960), interpretada por Pedro Alcón.
- El burlador de Sevilla (1961).
- La escuela del escándalo (1962), con Dora Baret, Eva Dongé, Alfredo Iglesias, Fernando Labat y Esteban Serrador.
- El caballero de Olmedo (1962), de Lope de Vega.[3]
- Sueño de una noche de verano (1963) de Shakespeare, con dirección compartida junto a Enrique Carreras.[4]
- Locos de verano (1964).
- Subsuelo (1966), con Luisa Vehil, Alicia Berdaxagar y Sergio Renán.
- El vicario (1966), pieza alemana cuya primera figura era Osvaldo Terranova.
- Así es la vida (1967), estrenada en el Teatro Astral, encabezada por Luis Sandrini, junto con Ricardo Bauleo, Rey Charol, María Esther Gamas, Adrianita, Beto Gianola, Angélica López Gamio, Mecha Ortiz, Jorge de la Riestra, Eddie Pequenino y Perla Santalla, entre otros.[5]
- Luces de bohemia (1967), estrenada en el Teatro General San Martín.
- Según pasan los años (1968), animado por Lolita Torres, Rodolfo Salerno, Adolfo García Grau, Enrique Liporace y Zelmar Gueñol.[6]
- Coriolano (1968), de William Shakespeare, con un elenco que incluía a Graciela Araujo, Alfredo Duarte, Niní Gambier, José María Gutiérrez, Miguel Ligero, Gianni Lunadei, Carlos Muñoz y María Luisa Robledo.
- El juez de los divorcios(1968).
- Un tal Servando Gómez (1973), de Samuel Eichelbaum, con Eva Franco, Pedro Aleandro, Aldo Barbero, Enrique Dumas, Ulises Dumont, Fernando Labat, Ricardo Lavie, Perla Santalla, Marcelo Marcote, Jorge Morales y Osvaldo Piro.[7]
- Médico a palos, de Moliére.

En cine tuvo desempeño en el doble rol de director y guionista para el film Huis Clos (A puerta cerrada) en 1962, interpretado por Duilio Marzio, Inda Ledesma y María Aurelia Bisutti.
En la pantalla chica estrena el teleteatro Romero y Julieta (en 1960), que se emitió por Canal 9.
En 1968 se estrena en el teleteatro de Alfredo Alcón su obra Israfel por Canal 11.
También hizo puestas en escena en el teatro La Comedia, con la obra El verídico proceso de Barba Azul, interpretada por Daniel de Alvarado, Nelly Beltrán y Berta Castelar; y en el Ciclo de Gran Teatro, con la obra El túnel, con Daniel de Alvarado y Fernando Vegal.